# Azriel de Girona
Azriel ben Menahem (em hebraico: עזריאל בן מנחם; Girona, c. 1160 – Girona, c.1238), também conhecido como Esdra filho de Salomão (Ezra ben Solomon), Azriel de Girona e "O Santo", foi o fundador da Cabalá especulativa. Quanto à identidade de Azriel e Esdras, assumindo serem dois irmãos por Grätz, e Bloch, e compare com Jellinek.

## Panorama geral

### Vida
Atraído pelos estudos místicos que começaram a se espalhar na Espanha, Azriel foi cedo para o sul da França, e lá se tornou um aluno do célebre cabalista Isaac, o Cego, filho de Abraão de Posquières. Mais tarde, ele deixou a França e viajou por toda a Espanha, fazendo propaganda para a Cabalá. Ele se esforçou para conquistar os filósofos para suas visões místicas, mas não conseguiu, como ele mesmo confessa na introdução de seu comentário sobre as Dez Sefirot. Pois, diz ele, os filósofos não acreditam em nada que não possa ser demonstrado logicamente. Ele voltou desapontado para Gerona, e lá fundou uma escola na qual Naḥmanides recebeu a instrução cabalística de Azriel, como é declarado por Abraham Zacuto (Yuḥasin), Meïr ibn Gabbai, Ibn Yaḥya ("Shalshelet ha-Ḳabbalah"), e outros.

### Escritos
Azriel escreveu um comentário sobre as Dez Sefirot na forma de perguntas e respostas, seguindo o método especulativo da filosofia. Cujo título, que não foi dado pelo editor, foi Ezrat Adonai. Ele também escreveu um comentário sobre Shir HaShirim, atribuído com frequência a Naḥmanides, publicado em seu nome, no qual os 613 mandamentos são explicados misticamente como baseados na Torá. Azriel foi, além disso, o autor de um comentário sobre Sefer Yetzirá", intitulado Sefer ha-Milluïm, que também foi atribuído a Naḥmanides, e publicado em seu nome em Mântua, 1719. Além disso, ele parece ter escrito um comentário cabalístico sobre as orações e um hino com o nome Ezra como acróstico. Seu sistema baseia-se principalmente em sua concepção neoplatônica de Deus como o Ein Sof, o Infinito, Ein lo Tiklah de Gabirol.

### Doutrina
Deus, afirma ele, só pode ser determinado de maneira negativa: o que Ele não é pode ser determinado sozinho; não o que ele é. Todos os atributos positivos carregam o selo do sensualismo. O Ser que é o originador de todas as coisas não pode ter intenção, desejo, pensamento, palavra ou ação. Ele é infinito; a negação de todas as negações; o infinito.
Depois de ter declarado esta estranha concepção de Deus, Azriel investiga a relação deste Ein Sof com o universo. O universo foi criado do nada? Não. Aristóteles está perfeitamente certo em dizer que nada pode proceder do nada. Além disso, a criação implica uma diminuição na essência do Criador através da subtração, e isso não pode ser predicado do Ein Sof. Nem pode o universo ter existido eternamente, como afirma Aristóteles, porque nada é eterno, exceto Deus. Assim, a idéia platônica de uma questão primária também não é aceitável. Azriel, para resolver o problema da criação, recorre à teoria da emanação, que ele desenvolve da seguinte forma:
- O universo, com todas as suas múltiplas manifestações, estava latente na essência do Ein Sof, em que, apesar de sua infinita variedade, formava uma unidade absoluta, assim como as várias faíscas e cores que procedem do potencial único e indivisível da chama no carvão.
- O ato de criação não consistiu em produzir algo absolutamente novo; foi apenas uma transformação da existência potencial em existência realizada. Assim, não havia realmente criação, mas um efluxo (ver Atzilut). A efluência foi efetuada através de sucessivas gradações do mundo intelectual ao material, do indefinido ao definitivo.
- Este mundo material, sendo limitado e não perfeito, não poderia proceder diretamente do Ein Sof; nem poderia ser independente dele; porque nesse caso Ele seria imperfeito. Deve ter havido, portanto, intermediários entre o Ein Sof e o mundo material; e esses intermediários eram as Dez Sefirot.
- A primeira Sefirá estava latente no Ein Sof como uma força dinâmica; então a segunda Sefirá emanou como substrato para o mundo intelectual; depois, as outras Sefirot emanaram, formando a moral, o material e os mundos naturais. Mas esse fato de emanação não implica um prius ou um posterius ou uma gradação no Ein Sof - uma vela cuja chama é capaz de acender um número indefinido de luzes, embora, por si só, seja uma unidade.
- As Sefirot, de acordo com sua natureza, são divididas em três grupos: os três superiores formam o mundo do pensamento, os três seguintes o mundo da alma, os quatro últimos o mundo da corporeidade. Todos eles dependem uns dos outros, sendo unidos como links para o primeiro. Cada um deles tem uma qualidade positiva e passiva - emanar e receber.

A primeira Sefirá é chamada por Azriel não Keter, como os cabalistas posteriores chamam, mas Rum Ma'alah. Grätz (l.c.) pensa que Azriel quis dizer com o termo Desejo de Ibn Gabirol (Ḥefeẓ) - a mais alta força dinâmica da Divindade. De fato, o contemporâneo de Azriel, Jacob ben Sheshet, chamou a primeira Sefirá Ratzon (Desejo). A segunda e terceira Sefirá foram Hokmá e Biná; o quarto, quinto e sexto, ,Esed, Paḥad e Tiferet; o sétimo, o oitavo e o nono, Netzá, Hod e Yesod'Olam; e o décimo, Ẓedeḳ. Estas Dez Sefirot foram colocadas por Azriel em correspondência às dez partes do organismo humano e às dez diferentes refrações da luz. Todo o sistema, com exceção da teoria das Sefirot, é derivado do Meḳor Ḥayyim de Ibn Gabirol, que Azriel imitou, até mesmo quanto à sua forma, ao organizar seu comentário sobre as Dez Sefirot, colocando-o em perguntas e respostas como Gabirol fez. Azriel, no entanto, teve o mérito de fornecer alguma orientação no labirinto do misticismo.